# Kaap-Maleiers

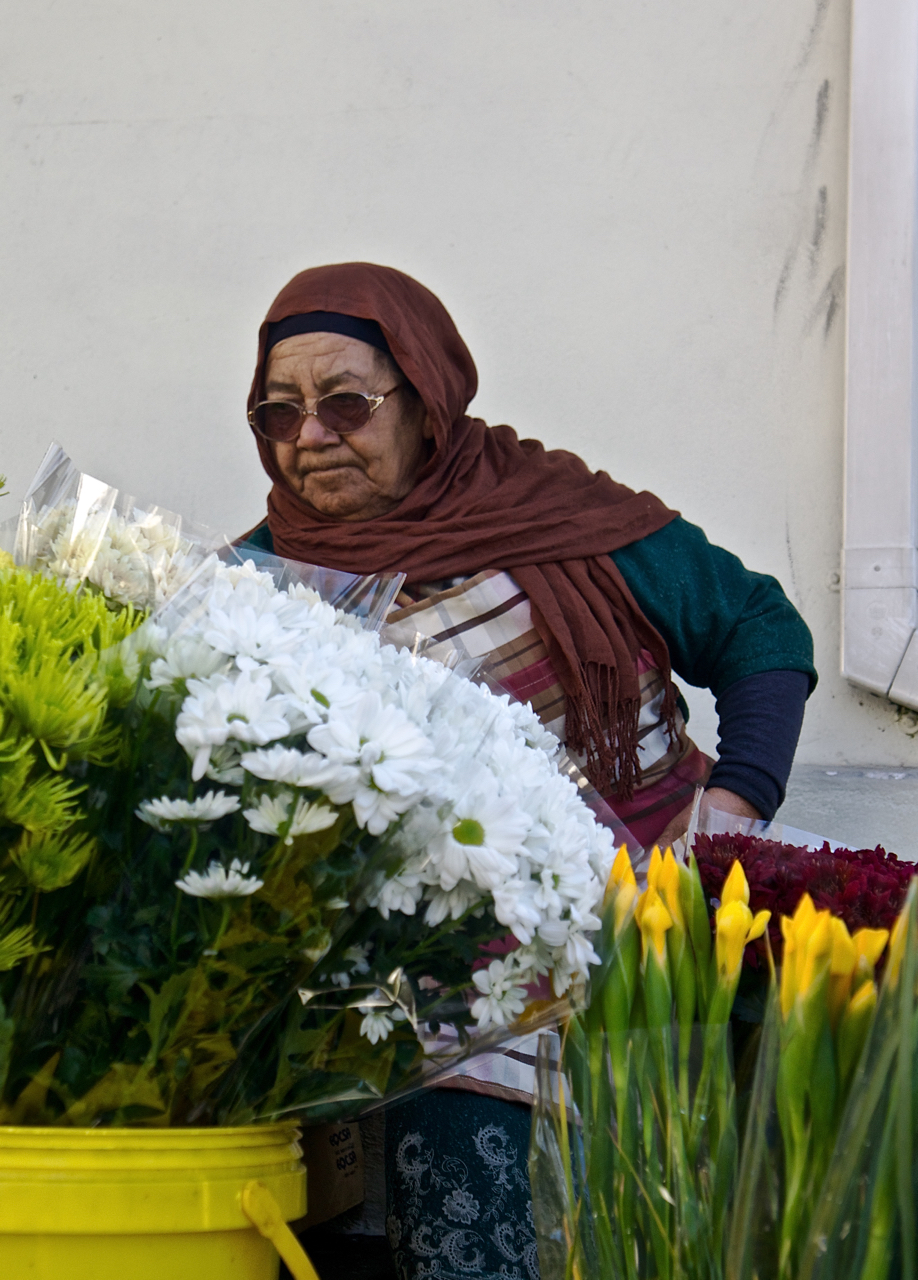
Een Kaap-Maleise bloemenverkoopster

Kaap-Maleiers vormen een bevolkingsgroep in Zuid-Afrika. Zij onderscheiden zich met name door hun godsdienst, de Islam, van andere Zuid-Afrikanen.
De geschiedenis van de Kaap-Maleiers gaat terug op de Vereenigde Oostindische Compagnie. De VOC voerde gevangenen en slaven uit onder andere de Maleisische Archipel naar de Kaapkolonie. De eerste Maleiers vestigden zich in 1654 bij Kaapstad.
De grootste groep Kaap-Maleiers (circa 166.000) woont in Kaapstad, waar zij van oudsher vooral in de wijk Bo-Kaap huizen.
De moedertaal van Kaap-Maleiers is meestal het Afrikaans. Deze taal werd voor het eerst in de jaren 1830 in Arabisch schrift weergegeven, lang voor dat de witte Afrikaners rond 1875 het Afrikaans als geschreven taal begonnen te gebruiken.
Een achttiende-eeuwse Kaap-Maleise figuur is Saartjie van die Kaap die in de Bo-Kaap leefde. Zij wordt beschouwd als een van de grondleggers van de Kaapse moslimgemeenschap door de Waqf die ze er heeft gesticht. Ze maakte onder meer mogelijk dat in 1798 de nog bestaande Auwal-moskee verrees.